# وارد هورتون
وارد هورتون (انگلیسی: Ward Horton؛ زادهٔ ۱۴ ژانویهٔ ۱۹۷۶) بازیگر اهل ایالات متحده آمریکا است. وی از سال ۲۰۰۰ میلادی تاکنون مشغول فعالیت بوده‌است.
از فیلم‌ها یا برنامه‌های تلویزیونی که وی در آن نقش داشته‌است، می‌توان به نانوایی در بروکلین اشاره کرد.